# Tour Nabemba
La Tour Nabemba appelée aussi Tour Elf  est un gratte-ciel de bureaux de 106 mètres de hauteur (hauteur du toit) construit à Brazzaville en République du Congo en 1986.
La Tour Nabemba abrite plusieurs sièges sociaux et près d’une dizaine de départements ministériels.

## Histoire
L'architecte de la tour est Jean Marie Legrand.
Elle a été inaugurée par le président Denis Sassou Nguesso le 3 février 1990.
Cet immeuble est le 3ème plus haut immeuble de Brazzaville et de la République du Congo après les tours jumelles.
Il porte le nom du Mont Nabemba, le plus élevé du pays.